# Binda (attrezzo)

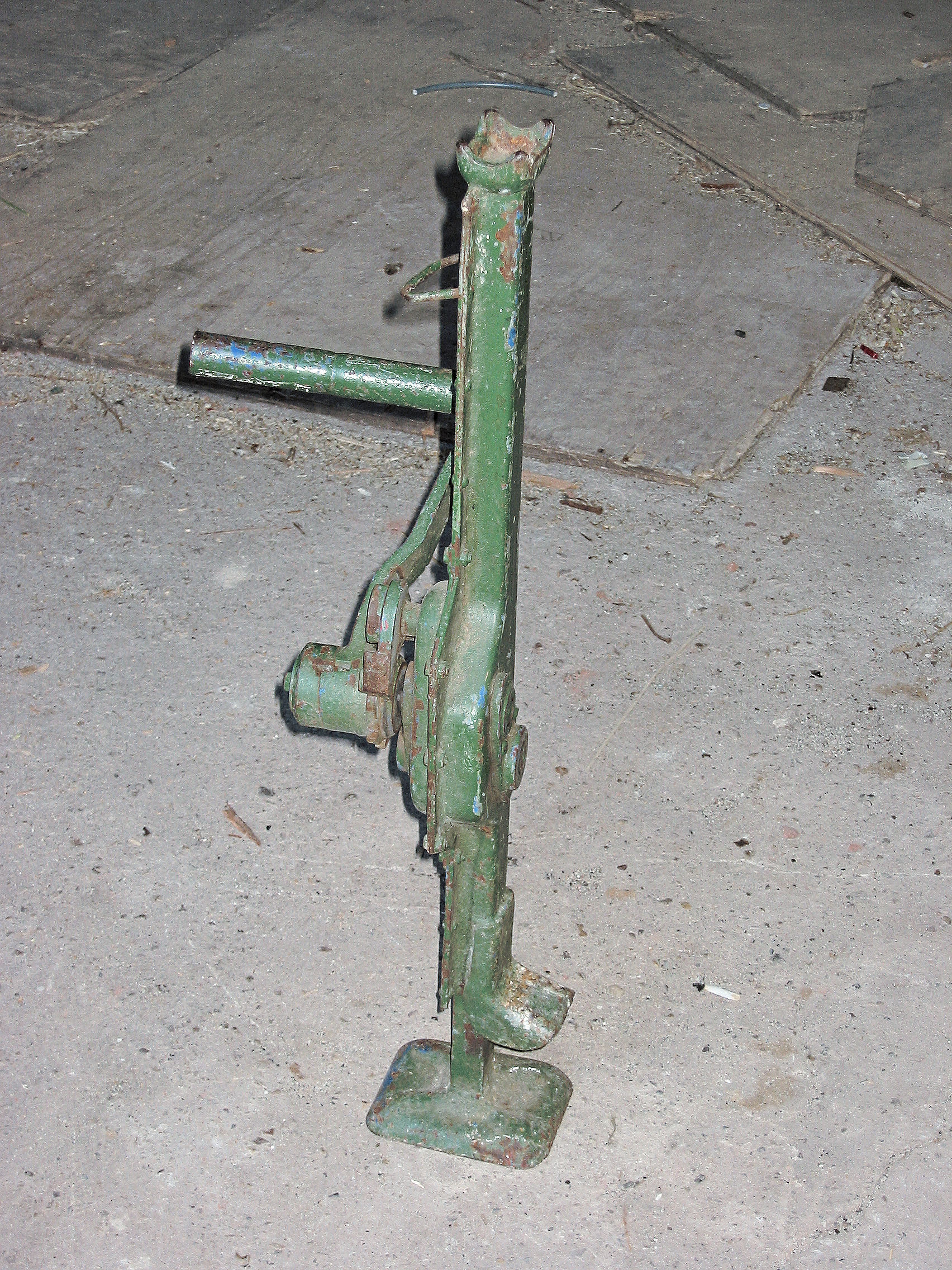
Binda a cremagliera

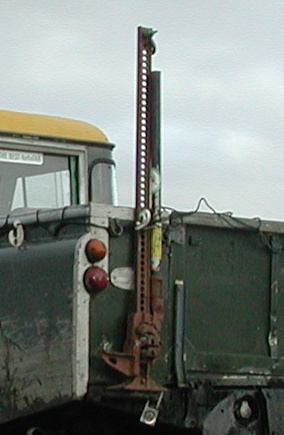
Binda a carrello

La binda  è una macchina azionata a mano, che serve per il sollevamento a modesta altezza di carichi anche rilevanti, dell'ordine delle tonnellate.
Nella sua configurazione di base è formata da:
- una cassa, solitamente in robusta lamiera, che funge da struttura portante ed è provvista di un piede per l'appoggio a terra;
- una robusta asta dotata di cremagliera, che scorre all'interno della cassa, con all'estremità superiore l'appoggio che solleverà il carico;
- una manovella, imperniata sulla cassa, che aziona la cremagliera attraverso una serie di ruotismi di riduzione. Alla manovella è collegato anche un rocchetto con arpionismo per impedire che l'asta si abbassi quando è sotto carico.

Visto lo spessore delle parti componenti, la binda è un attrezzo molto pesante da maneggiare, e l'escursione dell'asta è bassa, attorno al mezzo metro.
In un'altra conformazione, adatta a sollevare carichi minori ma ad un'altezza maggiore, è l'asta a rimanere ferma e ad essere dotata del piede di appoggio, e su questa scorre un carrello che porta il supporto per l'appoggio del carico. Il carrello viene elevato sulla cremagliera tramite l'azione di una leva. In questo tipo di binda la corsa è anche superiore al metro, e la binda stessa viene posizionata di lato al carico, mentre nel primo tipo veniva posizionata sotto al carico.